# 八男？別鬧了！
《八男？別鬧了！》是日本小說家Y.A創作的輕小說，最初是發表於小說投稿網站成為小說家吧的網路小說，是該網站累計前十名的超人氣連載小說。網路版已於2017年3月25日，三年又九個月的連載後完結，保留番外篇更新。文庫版10.5卷開始增加網路版沒出現過的加筆短篇，連載中。
漫畫版於角川書店旗下網路平台ComicWalker連載中。2018年12月14日，動畫化企劃進行中發表，在2020年4月2日AT-X電視台晚上首播。。
改編漫畫在2024「BookLive!讀者票選」的「讀者票選推薦最佳100部異世界漫畫」的排行榜中，位居少年漫畫·青年漫畫的第43名。

## 故事簡介
主角一宫信吾原本是二十五岁平凡上班族，直至某日一觉醒来，信吾成为了异世界少年·威德林转生为五岁男孩并置身於一个下级贵族的家庭裡，在有魔法存在的异世界裡换了一个截然不同的人生。但因为是贫穷贵族排行第八的儿子，威德林本身无法继承家族和领地，連生活溫飽都成问题，對自身處境絕望之餘，他選擇学习魔法以謀求自力更生。
威德林經過努力修習，靠着魔法的才能而独立，最后作为贵族发迹，但是他抱持著「不管怎么样出人头地，我内心也只是个上班族」的想法，不断被卷入错综复杂的贵族社会中，在異世界面臨权力和贵族社会的阻碍。接下來好不容易在龍面前存活下來成了準貴族，卻又開始要防範其他貴族為了從自己身上得到利益貪得無厭的行為，決鬥申請、暗殺、開發問題、政變（敵人的頭領也太能幹)、
超乎10倍以上的魔物大軍（這和委託差太多了！）、連危險氣息的魔族（真不知道想幹嘛？）都來了，等攸關生存的事件，被夥伴稱為厄運纏身的八男，今天也努力的活下去。

## 登場人物

### 主要人物
- 名稱及內容以台版現行內容為主。

一宮信吾／威德林·馮·班諾·鲍麥斯特（聲：榎木淳彌、石上靜香（幼年））
簡稱威爾。屠龍者、新開發地邊境伯、帝國內戰功勳榮譽男爵。
本作主角。本是一名25歲的日本上班族。但某天一覺醒來，卻發現自己身處於異世界，變成貧窮下級貴族的5歲八男。
六男與七男為妾所生，不相往來，沒有住在一起。幸好身體裡有5歲以前的記憶，所以沒被人發現異樣。
出身的家庭因跟隨宗主在5年前出兵魔森林慘敗，背負上重大損失，變得三餐只有黑麵包與稀得像水幾無調味的菜葉碎肉湯的悲慘生活。
因為八男沒有繼承家業的可能性。5歲時在自家書房自學魔法，到森林打獵。
後來遇見早已死掉的魔法師，被收為徒。2周後用聖魔法協助師父超生，並且接收師傅遺留下來的裝備、魔法書以及魔法袋與裡頭的財產。然後長男結婚，次男入贅分家，三男、四男、五男離家前往王都謀生。然後6歲到處冒險，並到宗主所在城市去賣東西，直到12歲進入冒險者學校。在學校裡結識同伴並組隊打獵。與宗主見面繼承了師傅的豪宅和存於冒險者公會的存款，並結識了其師傅的師傅作為魔法老師。
在王都當下級官員的五男寄來喜帖，與同伴搭上飛行船前往王都，途中遇到骨龍來襲，用聖魔法解決後，得到超大的魔石與骨龍的骨頭。之後被國王招喚召見，被國王買下魔石和骨龍的骨頭，並賜與準男爵的爵位。三天后再强制徵招去討伐帕爾肯亞草原的土龍<古雷德古蘭多>，晉升為男爵，此時身分已超過老家的騎士爵了。晉升為男爵之後，與霍恩海姆樞機主教的孫女——艾莉絲訂婚。
第三卷年滿十五歲正式成為冒險者後，与艾尔文、伊娜、露易丝和艾莉丝組成名為<屠龍者>的冒險者小隊，接獲王國強制任務去探勘地下迷宮險遭不幸，仍成功突破後得到地下機關裡龐大的財富與資產。其後利用積蓄開發鮑麥斯特騎士領未開發地區，因此與鮑麥斯特騎士預定繼承人，也就是威爾的長兄科特發生衝突。
第五卷正式成為鮑麥斯特領地當家，爵位為伯爵。原騎士領則由赫爾曼繼承。運用自己的魔法，在家臣羅德里希規劃下開闢預定成為自己領地的未開發地。
帝國篇，加入外交親善訪問團成員，意外遇上政變，支持北方領聯合解放軍，以王國的利益以及家人存活為目的行動。
魔族篇擔任外交交涉協助人。統一南方群島群落、秋津洲島後升爵為邊境伯。王都冒險者預備校短期兼任魔法講師，後來也在自己領地的冒險者預備校擔任兼任魔法講師。
一般來說魔法師的才能無法遺傳，但所生子女卻都具有很強的魔力而遭國王與貴族們盯上。
活用前世的生活經驗與知識加上今世的魔法才能來改善生活。因為前世是從事食物加工銷售方面的公司職員，於食品開發的成就十分出色，由於骨子裡是日本人所以不停在開發前世的日本食物和點心。
即使成為貴族仍好好每天鍛鍊魔力，前世根深柢固的上班族生活使得自己保持對上級言聽計從的性格。銘言是努力生活。
身為鮑麥斯特藩侯家的初代家主因此權限極大，為避免領地重複多年前布洛瓦藩侯家繼承人紛爭（表面上的理由），在三十多歲時將家督之位傳與嫡長子腓特烈，只有必要時會從旁輔助，以為自己能從貴族的義務解放然後從事冒險者的活動（實際上的理由），結果卻讓阿姆斯壯導師逮到機會將王宮首席魔導師的官職傳給威德林而順利退休，開始了工作更繁重的首席魔導師人生。後世皆尊稱威德林為鮑麥斯特導師。
爵位變化：
封地騎士爵家八男 →名譽準男爵（骨龍事件）→名譽男爵（帕爾肯亞草原解放任務）→封地伯爵（鲍麦斯特騎士領領地分割受封）→邊防伯爵／藩侯（秋津洲島統一）→王國首席魔導師（將家督傳位嫡長子後就任）
艾莉絲·卡特琳娜·馮·霍恩海姆（聲：西明日香）
教會「聖女」。威爾的正妻。
教會樞機主教卿霍恩海姆子爵家長的長孫女。神聖系魔法天生才能者。拥有金色耀眼的長髮，自幼便擁有與年紀不相符的巨乳。威德林的正妻。
作為父系為教會及政治權謀貴族霍恩海姆家、母系為出了數名謀略家的維塔澤伯爵家之外孫女，性格雖然溫和但其言行不時展現出充满謀略算計的一面。對於貴族的禮法與教會教義有些太過認真而也有古板嚴厲的一面，不時向他人提出建言令行禁止，使得威德林一家人不太敢違逆她。
家世、外貌與名聲出眾使得追求者眾多，其中最難纏的是貴為國王親叔父的海特公爵。
从小就接受精英教育，學習能力強。除武力外，料理、魔法、文書、家務、縫紉等無所不能，被威德林稱為完美超人。因擅長聖屬性的治療、聖光、解毒等魔法被老家拱為教會聖女，被安排時常參與教會義診、照顧孤兒院等公益活動。最得意的特長是泡茶技術。唯一的缺點是醉酒後會對人說教，其程度讓周遭的人皆下決心絕對別讓她碰酒精。
十二歲時由爺爺訂下與威德林締結政治婚姻，在相處過程中逐漸發自內心喜歡威德林。
成年後加入威爾冒險者隊伍，即使爺爺時常表現出擔心。在地下遺跡之役最後一關卡中曾將全魔力補充予威德林而暈厥；在魔之森林一役中超渡不死族表現異彩。
十六歲與威爾結婚，王國主教主婚的盛大婚禮。
帝國內戰篇，在戰場上威德林瀕臨死亡時呼喚其不要放棄，在威德林最脆弱時衝到其身邊。
時常待在醫院與戰地治療所，對於死亡與血跡有高精神抵抗力，也能若無其事的為獵物放血或是持刀動手術。
而隧道篇中，讓威德林等人發現艾莉絲駕駛魔法汽車時喜歡恐怖飆車。
後來誕下了與威爾的長子(長男)腓特烈·馮·班諾·鮑麥斯特。
對威德林的稱呼婚前是堅決要使用敬語的「威德林大人」，婚後則是「親愛的」。
伊娜·蘇珊·希倫布蘭德（聲：小松未可子）
赤髮槍姬。鲍麥斯特領槍術道館總師傅。威爾的側室。
红髮及腰的單馬尾，外貌是身材苗條的看似冷豔型美少女。性格認真。和露易絲是青梅竹馬，布雷希洛德藩侯家負責教授槍術的家臣希倫布蘭德家的三女。因為擁有魔力使得自身槍術勝於父親兄弟而遭家人疏遠。
12歲成為冒險者預備校特招生。在自身魅力方面没什么自信，對曾救了自己的威德林抱有好感，在露易斯和布蘭塔克的鼓勵誘導下以成為威德林的側室為目標，在威德林生日晚上與露易絲潛入威德林房間發動「我們就是禮物」的全裸絲帶特攻而成功與威德林締結婚約。因為外表曾被貴族請求嚴厲責罵的工作，紓解壓力，被認為有虐待傾向的S屬性，但本人感到困擾。
喜愛書的文學少女，對戀愛情節嚮往。
成年，婚後魔力提升能使用火屬性槍。帝國篇，投擲魔法強化長矛的技術也提升。
鲍麥斯特領槍術道館總師傅，教學平時交給同母的兄弟擔當。
與威德林所生之長女安娜將嫁入皇家成為未來的皇后。
露易絲·尤兰妲·奥蕾莉亚·欧佛维克（赫爾姆特）（聲：三村優奈）
鲍麦斯特領魔鬥流道館總師傅。威爾的側室。
水蓝色短发，看起来十分可爱，身材娇小，贫乳。伊娜的青梅竹马，布雷希洛德藩侯家负责教导魔斗流的從臣歐佛維克家的三女。
魔力量比伊娜还多，在与父亲和哥哥们的比赛中放水而在道场里被疏远。
12岁进入冒险者预备校以优秀的魔斗流格斗术成为特招生。对威尔抱有好感，以威尔側室为目标积极进攻。自稱魔性之女，很在意自己矮小的身高和嬌小的胸部，個性比伊娜積極大胆外向。在布雷希洛德藩侯與布蘭塔克在背後基於政治意圖的鼓動之下，鼓吹伊娜晚上一同潛入威德林房間發動「我們就是禮物」的全裸絲帶特攻而成功取得婚約。
鲍麥斯特領魔鬥流道館總師傅，實力打包票瞬間打敗踢館者，性格不適合教學，教學平時交給同母兄弟擔當。
來到王都後與威德林一同拜入導師門下，習得「魔導機動甲冑」、「身體強化魔法」以及「高速飛翔」，並自創只能治療自己傷口的魔法「冥想」。
絕招是將超過己身的魔力注入拳頭內以超越數倍的力量打出的魔鬥流奧義「大爆炸攻擊」。
與威德林所生之次女艾尔莎則预定要成为布雷希洛德藩侯继承人的正妻。
薇爾瑪·艾托爾·馮·阿斯卡恩（聲：M・A・O）
「英雄症候群」患者，魔銃狙擊手。威爾的側室。
身材嬌小，桃色髮。天真少話帶點毒舌屬性。军务卿附庸的阿斯卡恩准男爵家三女，年紀小威德林兩歲。艾德格軍務卿為了與威德林攀上關係，將其收為義女，讓薇爾瑪以護衛身分接近威爾，暗示讓其成為其側室。
英雄症候群患者，天生怪力，但作為代價食量極大，吃不夠會餓死。由於原家庭難以負擔其龐大伙食費，十歲時到身為宗主的艾德格軍務卿家門前毛遂自薦武藝而被收留。擅使常人難以揮動的巨斧，能輕易斬下熊與海龍。
在食物與狩獵上與威德林非常合得來，之後作為艾德格軍務卿答應替威德林幫忙「善後科特引發王都大屠殺事件」、「協助確保威德林大嫂亞美莉與其二位年幼兒子未來的待遇」的條件而和威德林締結政治婚姻。
帝國篇，萌芽了使用魔銃狙擊的才能，瑞穗國讚嘆為稀少的射擊手。
與威德林所生之四女伊莲娜将成为艾德格军务卿长孙的正妻。
卡特琳娜·琳達·馮·威格爾
「暴風」之魔法師。名譽男爵。威德林的側室，比其大一歲。
留著长到腰的紫色法國捲髮雙馬尾，胸部只比艾莉絲小一點點的美女，穿著誇張而昂貴的貴族樣式服飾。王國西領著名也是最會賺錢冒險者。
挑釁初次见面的威德林進行狩獵比賽敗北，硬是進行加長賽雙方皆輸給臨時報名參賽的導師。
威格爾家原為贵族，但在卡特琳娜的祖父一代陷入其宗主李林塔爾伯爵家與盧克納侯爵家的政爭遭到盧克納財務卿之父陷害而失去貴族爵位與領地，之後一族遭李林塔爾家遺棄而復興無望。卡特琳娜一心為了仍支持威格爾家的遺臣與領民努力复兴家族而從事冒險者活動，雖然平時講有著誇張容易讓人誤會的高傲貴族言行，其實是容易感到寂寞的高傲獨行俠。向其求婚者甚多，但皆無法滿足她復興威格爾家之要求而遭拒。
在狩獵比賽後對威德林有好感，因洗澡時浴室被威德林誤闖看光了裸體而要求威德林負責而訂婚。
與威德林訂下婚約後，在財務卿擔保下，原威格爾家領民移居到鲍麦斯特領後復興，受國王封為（法衣）荣誉准男爵爵位，兒子將成為威格爾新領土准男爵。
後來生下了與威爾的長子(次男)卡宴繼承准男爵爵位以及威格爾准男爵領地，而次子(八男)迪尼斯與布蘭塔克的獨生女結婚成為布雷希洛德藩侯家專聘魔法師。
艾尔文·冯·阿尼姆（聲：下野紘）
簡稱艾尔。鲍麦斯特邊境伯領騎士長。威德林損友。
金髮爽朗男孩，以優秀的劍術成为冒險者預備校的特招生。劍術被評為預備校第一，也十分擅長用弓。
王國西方領鄉下骑士爵家阿爾尼姆騎士爵家五男，比兄弟們有劍術才能而被忌妒疏遠，從小就決定要離家成為冒險者。和威德林、伊娜、露易丝組成實習冒險者小隊。
威爾成為準男爵後，預計擔任侍從長。到王都後得到近衛騎士團中隊長瓦倫指導劍術。
成年成長後，被師傅評為即使在其他騎士團也能輕易進入的才能。
威爾成為邊境伯後，成為鲍麥斯特領（騎士）從士長。
偶有輕微性騷或不看氣氛的吐槽言論慘遭威德林、伊娜、露易絲等人修理。
東方領土紛爭篇，愛上東方邊境侯之女卡拉，可惜這場單思戀以失戀告終。
帝國篇與主君威爾一起捲入內戰中。與瑞穗國拔刀隊的護衛遙小姐認識，積極追求。受到瑞穗國武士讚賞為刀術才能者。
帝國內戰篇訓練後，王國軍指揮官飛利浦稱其已擁有指揮千人之才。
正妻遙（上級武士）、妾室安娜（青梅竹馬）、蕾婭（原艾莉絲的女僕多米尼克的表姐妹）。
遙·藤林
艾尔文的正妻，上級武士。
其家族是歷代侍奉瑞穗上級伯爵的家臣，也是瑞穗拔刀隊的成員之一，在帝國內戰中被艾尔文追求，最後艾尔文藉由威德林在比試中打贏遙的哥哥武臣·藤林，說服武臣允許艾爾文和遙的婚姻。
而隧道篇中，讓威爾等人發現遙和艾莉絲一樣駕駛魔法汽車喜歡瘋狂飆車。

### 鮑麥斯特邊境伯相關女性
主要人物區包含主角隊伍常駐成員以及第一次婚禮的妻妾，本區屬於其他女性成員。
卡其雅
「神速」之冒險者。威爾的側室。
南方領尤倫堡騎士爵領長女。資產超過千萬的高級冒險者，師傅是暴雪的麗莎。
高約一百五十五公分，深色茶髮直達膝下雙馬尾少女。年齡略高威德林兩歲內，卻是幼顏。以活力過於直接語氣說話。背上背著兩把刺劍型狀的軍刀，二刀流，擅長加速魔法。
先是在鮑麥斯特騎士領地討伐翼龍和飛龍時與威德林等人相遇，而後隧道開發事件在鄉下的尤倫堡騎士爵領再次與威德林等人相遇。老家耕種的特產是「圓薯」，因老家無法負擔警備軍團放棄管理隧道，但卡其雅主張原家族應該獲得利益，舉辦比武招親目的的「王都武鬥大會」招募有才能的夫婿，並且打敗所有貴族子弟，令國王陛下和官員們頭痛不已。到最後是由威德林來打敗她。
與威德林的結婚典禮有一定規模，被形容是宣傳食材的大慶典（礙於地位問題，典禮的大小稍遜於其他妻子），跟威德林成婚之後的蜜月旅行是去魔之林進行狩獵冒險。之後懷上威德林的孩子。後來誕下了與威爾的女兒希尔德。
對威德林的稱呼是「老公（夫婿）」。
麗莎
「暴雪」之魔法師。威爾的側室。
王國著名的暴雪之冒險者。穿著性感的爆乳裝，濃妝的大姊，語氣兇悍，對自己年齡很敏感。據說年齡已快30歲了。
冰系魔法名人，即水系及風系融合。不少新人魔法師的師傅，被稱之為大姊頭、大姊等。卡其雅的師傅。
因沒有收到卡其雅的結婚請帖前來鲍麦斯特邊境伯領，氣得火冒三丈。不如說，她根本不在意婚禮，只是不爽卡琪雅居然比她早結婚。曾與泰蕾莎一言不合並約定決鬥。
一但卸妝會變得害羞內向少言，甚至無法與父親、弟弟、丈夫以外的男性說話。幼顏。酒量超好，甚至超越導師。
曾兼任冒險著學校講師。結婚話題是禁語，提到此事的人會被遷怒冰凍。
在與威德林的比試中意外被威德林的魔法剝光衣服，要求威德林負責而成為其側室。已經懷有威德林的孩子，並為「奇蹟」發生在自己身上感到無比高興。後來誕下了與威爾的女兒拉烏拉。
工作冒險時與平時狂野的語氣和打扮相反，其個性嚴謹又認真。是一名能夠冷靜分析事態並以最適當方式應對的優秀魔法師。
泰蕾莎·基古立特·馮·菲利普公爵
帝國北方領最大領主菲利普公爵。七個選帝侯之一。以海產和皮膚黝黑的蘭族聞名。
擁有金髮、皮膚黝黑、以及不輸艾莉絲的巨乳，少數的正式女公爵。以巧妙的手腕壓制了兩個異母兄長，獨裁北方領土。
數年前年幼時受到布蘭塔克和導師阿姆斯特朗照顧，如乾女兒般的關係。帝國篇登場，對威德林充滿興趣和好感，在威德林因帝國內戰而被逼留守期間積極的追求威德林，亦因此引起艾莉絲及其他妻子的不滿，間接地改變了艾莉絲對威德林的敬稱，由「威德林大人」改稱「親愛的」。
內戰中統合眾多北方貴族，組成解放軍進軍帝都。帝國內戰後期把公爵爵位讓位給表兄弟阿爾馮斯，被彼得封為帝國榮譽男爵。
帝國篇後移居王國鮑麥斯特伯爵領，因為公爵的地位問題可能會觸發正室變動而不打算跟威德林成婚，從而成為威德林的地下情人（其實是沒有名義的夫人、側室）。和亞美莉關係很好。和威德林發生性關係之後獲得有魔法的才能。
與威德林相遇不久隨即以「威德林」直接稱呼他。
後來生下與威德林的長女芙蘿拉。
亚美莉·冯·迈巴赫（聲：尤加奈）
威德林原大嫂。威爾的情人。
威德林稱呼為亚美莉姊。時常接受威德林的撒嬌。威爾婚禮前約半年為了確保自己孩子們的將來在亞瑟的安排下成為威德林的「供女」(負責教導第一次性經驗)，但是婚禮後沒有依照習俗斷絕關係反而成為威爾的情人，南方領土開發篇後住到鮑麥斯特邊境伯領成為女僕長（默認的正式情人）。
詳見鲍麦斯特骑士爵家。
菲莉涅
帝國內亂期間發現的少女。稀少的銀髮。威爾的側室預定。
鄉下村落舉行義務治療時，被村長請求同行的10歲幼女，髮色與王國南方領布雷希洛德邊境伯相似，母親很早死去，被告知父親去了很遠的地方。
母親留下了有布雷希洛德邊境伯家紋的匕首，以及生父當年寫給母親的情詩集。實際上是布雷希洛德邊境伯的私生女，在威德林的幫助下，與父親相認。預定在成年後嫁入鮑麥斯特家。
很黏威德林。
阿格妮絲
預備校班長。班長角色的眼鏡女孩。威爾的側室預定。
教師篇登場，威德林擔任冒險者預備學校義務短期講師第一年的學生。班上第一名。
家裡經營眼鏡店。被威德林建議製造有色鏡片的太陽眼鏡也可以販售給無眼睛問題的一般人，造成王都流行風潮。
學生三人娘，阿格妮絲、辛蒂、貝蒂組成預備冒險者隊伍「triangle」，三人都是魔法使。
和辛蒂、貝蒂一樣，對作為老師的威德林抱有好感，一直視成為威德林的夫人而努力。與威德林過於親密的緣故早已被很多貴族視為情婦、甚至是未來夫人。
辛蒂
黑髮娃娃頭，班級裡年紀最小的少女。班上第三名。熟悉花語。威爾的側室預定。
教師篇登場，威德林擔任冒險者預備校短期講師第一年的學生。家裡是商業街的大型花店，導師是常客。
和阿格妮絲、貝蒂一樣，對作為老師的威德林抱有好感，一直視成為威德林的夫人而努力。與威德林過於親密的緣故早已被很多貴族視為情婦、甚至是未來夫人。
貝蒂
威德林擔任冒險者預備校務短期講師第一年的學生。威爾的側室預定。
哥哥經營父親留下來位於王都門街道的餐廳，貝蒂以預備冒險者狩獵的肉品供給支援。被威德林建議改裝特殊的立食小酒屋為下班顧客目的經營。
和阿格妮絲、辛蒂一樣，對作為老師的威德林抱有好感，一直視成為威德林的夫人而努力。與威德林過於親密的緣故早已被很多貴族視為情婦、甚至是未來夫人。
露露
一個5歲小女孩，擔任琳蓋亞大陸南部海域南方群島中的一個小島村莊的村長，因能使用魔法就被島上的村民和副村長推舉擔任村長，擁有相當於中級的魔力。
原本所住島嶼被海龍的棲息地包圍，此外，島上90％的土地變成一個魔物領域，可以開墾的土地也受到限制。當威德林把來襲海龍解決後將南方群島上的居民遷到鮑麥斯特領內近島從事甘蔗園的工作。
秋津州涼子
秋津州涼子（本名：秋津州高臣）是曾經統治過整座秋津州島的名門秋津州家的一員也是家族直系的最後倖存者，雖然名字跟男性一模一樣，但外表卻是巫女裝扮的美少女。
年齡是17歲，也有著一身很棒的身材。作為名門直系血統的最後一人，是一位治癒魔法的高手，而對領地施以仁政受到領民們的愛戴。
當威德林把秋津州島納入赫爾穆特王國領土內來擔任代理領主。
細川雪
細川雪（本名：細川藤孝）是輔佐秋津州涼子的家臣也是細川家直系的最後倖存者，而細川家世世代代都是作為首席家宰之長在支持輔佐秋津州家。
當威德林把秋津州島納入赫爾穆特王國領土內來擔任副官。
松永唯
松永久秀的女兒，年齡是20歲。
伊達藤子
一個5歲就擁有中二病的小女孩，原本是伊達家下任家主(原本就是在伊达家直系子孙只有她一人，当代伊达政宗又卧病不起的局势下不得已才做出的)，使伊達藤子的弟妹也即将出生。

### 鮑麥斯特邊境伯的孩子們
腓特烈·馮·班諾·鮑麥斯特
威德林與艾莉絲所生的長子(長男)，下一任封地伯爵→邊防伯爵／藩侯的繼承人，被赫爾穆特三十七世和瓦爾特王太子選為將來迎娶其孫女(長女)玛丽安奴為正妻的正式人選
安娜
威德林與伊娜所生的長女(長女)，被赫爾穆特三十七世和瓦爾特王太子選為將來嫁入皇家成為其孫子(長子)阿基乌斯的皇后的正式人選
艾尔莎
威德林與露易絲所生的長女(次女)，則预定要成为布雷希洛德藩侯继承人齐格菲的正妻。
卡宴
威德林與卡特琳娜所生的長子(次男)，之後要繼承准男爵爵位以及威格爾新領地並将从卢克纳财务卿的孫女們中迎娶其中一個孫女為正妻。
芙萝拉
威德林與泰蕾莎所生的長女(三女)，使大量的帝国贵族想与其女缔结婚約
伊莲娜
威德林與薇爾瑪所生的長女(四女)，則要成为艾德格军务卿长孙的正妻
希尔德
威德林與卡其雅所生的長女(五女)，則要成为阿姆斯壮伯爵家(阿姆斯壯導師的大哥)长孙的正妻。
拉烏拉
威德林與麗莎所生的長女(六女)，則要成为阿姆斯壯導師长孙的正妻。

### 鮑麥斯特邊境伯領家臣
威德林身邊不少沒有繼承權的三男以下，或是被家族拋棄的私生子，仍然努力生活著。
羅德里西（聲：高塚智人）
鲍麦斯特邊境伯領首席家宰（總管宰相）。
威德林12歲剛成為準男爵時，在寄宿房子門前展現槍術絕招大車輪的冒險者，令未婚妻露易絲感到奇葩，其實是為了應徵工作但沒人看懂。
母親是商會女兒，威德林聽說他有商會經驗後感興趣雇傭。其實是財務家系庐克纳会计监察长的私生子，對不相認又平時為人奸詐的父親沒有好感。
在科特暗殺威德林事件後，被盧克納財務卿硬塞了一個孫女未婚妻，與其孫女未婚妻所生的長子預定要繼承盧克納會計長的男爵爵位。
鲍麦斯特領開發計畫開始後，有著超快速效率的開發計畫才能，無論是土木建造、雇傭人員，因此聞名貴族界。做過無數種類的打工，各行各業都有才能。威德林稱自己明明是領主，卻像拉的馬車的馬一樣被安排接連不斷的用魔法進行土木開發，常常做到晚上魔力耗盡，無法回家。
提醒領地最高權力者是威德林，對鲍麦斯特邊境伯領的貴族建立非常謹慎，請領主生30個孩子。
對雇傭自己的威德林強力擁抱表達感謝，威德林稱之為日本摔角的"折腰"。
槍術造詣高強，王都武鬥大會進入決賽的武藝，伊娜魔力變強前還贏不了他。保持鍛鍊和家臣人際關係的因素，參加著伊娜的槍術道場。絕招是範圍槍術「大車輪」。
崔斯坦（Tristan）
鲍麦斯特邊境伯領警備隊長。
艾德加軍務卿四男、薇爾瑪義兄。被老爸推薦成為鲍麦斯特邊境伯諸侯軍成員。艾爾文的團體作戰訓練老師。
莫瑞茲（Moritz）
薇爾瑪的親哥哥。
因百年沒有戰爭於王國軍難以升遷，被艾德加軍務卿推薦成為鲍麦斯特邊境伯諸侯軍準騎士。東方領土紛爭篇升為赫爾塔尼亞溪谷警備小隊長位階。
高尔内略．克里斯多夫．冯．阿姆斯壮
阿姆斯壯導師的三男，原本是在王国军工作。
费利克斯
阿姆斯特朗伯爵(阿姆斯壯導師的大哥)的三男
托馬斯（Thomas）
原東方領士兵。
東方領布洛瓦邊境伯領雷查特騎士家沒有繼承權的末子。潛入到鲍麦斯特邊境伯領進行破壞叛亂，一夥偽裝成是冒險者，被抓後成為棄子。
被名主克勞斯策反，在東方領騷亂篇成為南境聯合方士兵，在陣前決鬥中打敗東方領騎士（親哥哥），使東方領動搖，升為鲍麦斯特邊境伯領正式成員。
各方面來講比起拋棄自己的東方領和老家，對鲍麦斯特邊境伯領更有親切感，鲍麦斯特邊境伯領家臣大相親會後結婚。
七條兼仲
是秋津州島上七条领的當代家主。

### 鲍麦斯特骑士爵家
威德林的老家。威德林的高祖父原本是王都贫穷的鲍麦斯特骑士爵家的次男，無繼承權的他帶領王都贫民区几十个平民到最南端偏僻无人的未知地帶墾荒，在成功開發新領地後奉受封為騎士爵，而建立鲍麦斯特骑士領。
現在是统治三个人口约二百至三百人的边境村落的下级贵族。家主亚瑟·冯·班诺·鲍麦斯特，迫于宗主布雷希洛德藩侯的请求而派兵魔之森，由分家的叔叔（威德林的叔公）以家臣身份率领百名农民军参战，最后只有二十三人回来。
亞瑟（聲：松本大）
威爾他們的父親，騎士爵。盡管家中藏書頗多，從詩集到魔法書（以至於配備的測試魔法的水晶球）皆有具備，卻是個大字不識一丁的文盲。
決定長子科特繼任當家後便對其餘孩子採取半放任形式。即使注意到五男的埃里希以及八男的威德林才能優異，也因為擔心繼承問題而決定不去重視。
知道克勞斯的兒子高登和蕾拉的未婚夫海因一起身亡的真相，但為了領地的情勢穩定並沒有說什麼就跟克勞斯說迎娶其女兒為妾，而造成克勞斯的心結，直到南方領開發篇，才道出當時的真相，是因當初是蕾拉的未婚夫海因想要殺死高登來奪取家主和名主（村長）之位使兩人不合，因而大打出手，兩個都摔下斷崖而死，為避免名主（村長）之位再發生爭端，所以納蕾拉為妾。
科特暗殺威德林事件後，負起責任隱居，將包麥斯特騎士領領主爵位交給二男赫爾曼繼承，並把家主之位傳給威德林，自己與妻子隱居三男保羅的準男爵領地。
喬安娜（聲：兴梠里美）
亞瑟的正妻。為亞瑟生了六個兒子，威爾的母親。威德林暗殺事件後，與亞瑟一起隱居於三男保羅的準男爵領地。
科特（聲：杉田智和）
亞瑟的長男，老家騎士爵的繼承人。
缺乏足夠的才智以及器量，只想穩定主村的優勢去控制分家，對未來只存有不切實際的妄想而沒有實踐力。
與成年後的威爾因為未開發地相關問題數次發生衝突，恐懼自己的家主繼承人地位即將快被廢掉由威爾取代，被盧克納男爵設計蠱惑，因而企圖暗殺威爾。反因魔法道具怨恨之笛（被誆騙是馴龍之笛）的效果慘死，化為怨靈後未能殺死威德林，則轉而飛往王都殺害盧克納男爵以及其家臣等關係者。
赫爾曼（聲：財滿健太）
亞瑟的次男，入贅到分家從士長家（騎士長）。
科特死後，成為騎士領領主。預定升爵成為準男爵，繼承人則內定升爵為男爵。
被老婆管得死死的，但覺得老婆私下也有可愛的一面。家族特產是蜂蜜。
保羅（聲：深町壽成）
亞瑟的三男，在長男與次男的婚禮之後，前往王都考取警備隊員。
以視察的名義作為威德林的保鑣(肉盾)回到包麥斯特騎士領，
暗殺事件後於未開地得到一塊準男爵領地成為準男爵。
赫爾穆特（聲：大河元氣）
亞瑟的四男，在長男與次男的婚禮之後，前往王都考取警備隊員。在组成鲍麦斯特准男爵诸侯军时，与保罗担当指挥官。在艾德格军务卿想与威德林结缘的同时，王都的鲍麦斯特骑士爵家正为独生女招婿，所以立刻安排王都的鲍麦斯特家的独生女<芙莉蒂>（年约18岁）与赫尔穆特相亲入贅到在王都的鮑麥斯特騎士爵家（4代前的本家），威德林暗殺事件後升爵成為準男爵。
埃里希（聲：松岡洋平）
亞瑟的五男，在長男與次男的婚禮之後，前往王都考取下級官員，後來入贅到在王都的布朗特騎士爵家。
在家中唯一和威德林關係很好的家人。即使很早便發現弟弟魔法才能，也不會嫉妒而是去讚賞。
為人溫和良善，長相英俊且具備才智，曾被克劳斯劝诱当领地继承人，很受上司賞識。具有優秀的管理能力，前往王都生活的威德林有問題時常會與其商量。
威德林暗殺事件後，升爵為準男爵，日後預定升爵為男爵，接手盧克納會計長的職務。
帝國內亂篇時，被國王派遣到包麥斯特伯爵領協助羅德里希治理領地。
威德林，威爾
亞瑟的八男（正妻所生，詳見主要人物「#威德林·冯·班诺·鲍麦斯特」）。
亚美莉·冯·迈巴赫（聲：尤加奈）
迈巴赫骑士爵家次女，由于政治联姻，在18岁時嫁给鲍麦斯特骑士爵家26岁的長男科特。與科特生有二子，奧斯卡（オスカー，聲：大坪由佳）與卡爾（カール，聲：生田善子）他們後因科特的罪行，改姓迈巴赫
威爾幼年仍在家中時，少數會關切威爾狀況並與其聊天的人。因此威爾也對其存有感激，曾向父親提議讓其增加與娘家的書信往來。於第五卷科特死後，威爾也為了減少其身為科特妻子所遭遇的非難，與王國幾位政要進行疏通。
在威爾結婚前經亞瑟的牽線下擔任威爾的「供女」（亦即大貴族家負責教導未婚男性性行為的女性）而成為威爾初次性行為對象。之後轉為威爾的地下戀人，最後甚至以威爾家女僕身分住進威爾家中。
瑪琳（聲：野首南帆子）
赫爾曼的正妻。是分家從士長家（騎士長）的長孫女。算是威德林的再從姊。

#### 克勞斯家
克勞斯（聲：喜多田悠）
傳聞他因為把女兒獻給領主亞瑟而得以成為鲍麦斯特骑士爵家的首席名主（村長），精於文書與會計，亞瑟把稅賦等許多領地內中要文書工作都交付給他處理。
有感鲍麦斯特骑士爵家的衰亡危機，屢屢進言卻不見納，於是向五男埃里希與八男威德林建議取代科特成為下一代家主。
原本孩子有一男一女，其女兒蕾拉有一位青梅竹馬的未婚夫，但在森林中儿子高登和蕾拉的未婚夫海因一起意外身亡，當時領主亞瑟在附近，之後亞瑟迎娶其女兒為妾，造成克勞斯的心結，直到南方領開發篇，亞瑟道出當時的真相，克勞斯與亞瑟的過去心結才漸漸解開。
西部領主布洛瓦藩侯紛爭篇時，識破偽裝成冒險者的西部領主布洛瓦藩侯派來的間諜，設計讓威德林將一干人逮捕。
之後作為威德林的智囊，參加西部領主布洛瓦藩侯的紛爭立功，被威德林帶回鲍麥斯特伯爵家輔佐羅德里希。
蕾拉
鮑麥斯特騎士爵家領主亞瑟的妾，克勞斯的女兒，為亞瑟生下二男二女，但因為身份不同，並未與正妻同住在鲍麦斯特骑士爵家，而是與子女住在娘家克勞斯家。
華特
鲍麦斯特的六男，未來預定接手克勞斯的名主職位。
其外祖父克勞斯識破布洛瓦藩侯派來鲍麦斯特骑士爵領間諜的功績，威德林任命為鲍麦斯特伯爵领地新村莊的名主。
卡爾
鲍麦斯特的七男。
其外祖父克勞斯識破布洛瓦藩侯派來鲍麦斯特骑士爵領間諜的功績，威德林任命為鲍麦斯特伯爵领地新村莊的名主。
艾格妮絲
蕾拉的長女。
其外祖父克勞斯識破布洛瓦藩侯派來鲍麦斯特骑士爵領間諜的功績，威德林任命其丈夫為鲍麦斯特骑士领地的名主。
科蘿娜
蕾拉的次女。
其外祖父克勞斯識破布洛瓦藩侯派來鲍麦斯特骑士爵領間諜的功績，威德林任命其丈夫為鲍麦斯特骑士领地的名主。
高登
克勞斯的兒子，原本是要繼承克勞斯的名主（村長）之位的繼承人，卻因兒時玩伴兼妹妹蕾拉的未婚夫海因的野心而一起意外身亡

### 赫爾穆特王國

#### 【王都】
赫爾穆特三十七世（聲：成田劍）
當今赫爾穆特王國國王。與阿姆斯特朗從小是好友，幼時常一同溜出王宮玩。
對於威德林的出現，對王國停滯的發展看到希望。背後支持著威德林對南方的開發。
在位期間利用威德林等眾位臣子成功解放並開發歷任國王都出征失敗的帕爾肯亞草原作為王都大糧倉，並開發了南部未開發地；擊敗來自北方阿卡特神聖帝國紐倫貝爾格公爵，粉碎其一統大陸的野望，並為王國取得眾多利益；和瑞穗伯國結盟發展外交；征服南方列嶼擴張領土；抵禦魔族入侵並成功與其結盟。功勳甚偉而為赫爾穆特王國中興之主。
瓦爾特王太子
當今赫爾穆特王國王太子，後來的赫爾穆特王國第三十八世國王。平常像是個隱形人常常讓大家忘記其存在。经常对某人某事释放善意，最后却落了个空，使自己没有朋友。因為王家看上威德林一脈能代代生出魔法師的體質血統而讓其長子阿基乌斯、長女玛丽安奴皆與鮑麥斯特家作政治聯姻。王都再建計畫的負責人，利用威德林幫忙使得計畫成功。自稱威德林的好友(理由是威德林身上散发着和他相同的气息。)。
霍爾海姆樞機卿（聲：淺科准平）
本名叫艾格蒙德·馮·霍爾海姆，赫爾穆特王國國教樞機卿。教會勢力最高權力者之一，已是七旬多的老人仍未退休繼續擔任霍恩海姆子爵家家主。
同意國王認定12歲消滅不死古代龍的威德林的出現，培育成改革的浪潮。
在威德林殺了第二條龍後升為男爵，利用王都正規洗禮儀式的機會介紹孫女艾莉絲給威德林而立下婚約，並事前私下取得國王支持避免其他貴族反對。對艾莉絲的其他問題貴族追求者的騷擾施壓許久。
從年僅十二歲的威德林出重金向教會捐獻與贈與重禮予艾莉絲的行為看出威德林理解教會的實力與重要性，因而認為自己並未選擇錯誤的孫女婿人選。以教會勢力保護及利用當時未成年的威德林一行人。
在鲍麦斯特領開發計畫中，快速幫忙新地區教會的建造。
帝國內亂篇，動用教會的情報網傳遞國王命令給沒有通訊管道的威德林一行人。
陰謀家，自稱越是高位的教會人士其實越不相信「神的加護」，認為教會其實是貴族主持的組織。亦有著心狠手辣從事王國黑暗面髒活的一面，有過花錢請冒險者去暗殺殺人魔魔法師、出動教會武力精英聖堂騎士團去毒殺某包庇殺人慣犯魔法師的公爵與子爵後再事後取得國王承認的前科。少數有能耐能和國王交鋒的實力派大臣。不論是赫爾穆特國王第三十六世或三十七世都稱之為「怪物」。擁有教會的力量加上自身的能耐使得除了極少數笨蛋貴族外幾乎沒有貴族家會去隨便惹霍爾海姆家。先代的阿姆斯特朗伯爵（即阿姆斯特朗導師的父親）生前則是直接稱之為「腐爛神官」。
宿願是成為正教會中地位最高的職務－總司教，但是因為身為成功開發南部大規模未開發地、打了大勝仗回來政治力變得太強的威德林的姻親，基於王國貴族實力制衡的理由只好放棄了。藉由在選舉上將與其交好的青梅竹馬的艾米莉·肯普菲路德樞機卿推上總司教的位子，得到了擁有背地支配教會地位的評價。
克林姆·克里斯多夫·馮·阿姆斯壯（聲：山根雅史）
王国首席魔導师，王國最強魔法師，被喻為王國五百年才出現的稀有人才。阿姆斯特朗子爵家家主，前任阿姆斯特朗伯爵的次男，艾莉絲的舅父。
身高210cm，体重130kg的巨漢。留著老家阿姆斯特朗伯爵家祖傳的雞冠頭，魔法使長袍里的是鋼鐵般的肌肉，手持和其身高匹敵、鑲有一枚西瓜般大鮮紅魔晶石的全密銀制魔杖。在文庫版小說第二冊記載與艾弗在首都冒險者預備校是同窗（但是在文庫版小說第十六冊卻又變成了艾弗的冒險者後輩而非同期，當時克林姆還只是新出道的初級魔法師，艾弗卻是年輕一輩中功績甚偉嚇嚇有名的天才上級魔法師），是一起鍛鍊武藝與魔法的親友兼最强的競爭對手。對於好友的英年早逝一直耿耿於懷。
擁有強大、未達到上限且不輸威德林的上級魔力，得意魔法為魔力物質化的「魔導機動甲胄」、強化身體能力的「身體強化」以及在三度空間自由迅速移動的「高速飛翔」，其實力被評價為「足以匹敵一個師團」、「戰略等級的戰鬥力」，能和龍互毆。號稱是王國最強魔法師且沒學過格鬥技卻給人魔法鬥士的印象，本人自稱不擅長放出系魔法卻能同時放出並操縱八條大炎蛇或大冰蛇，也能放出高達一百公尺的巨大火柱魔法「Burst Great Rising 」或是大量的「高集束彈」。
論魔力量克林姆比艾弗大，身體強化系魔法亦較強，可是論放出系魔法的威力與技巧則不如艾弗。
威德林的師父之一。認為當年如果艾弗肯學他的「魔導機動甲冑」就不至於在魔之森喪命，而將「魔導機動甲冑」、「身體強化」以及「高速飛翔」授與威德林和露易絲。不過其教授方式出名的嚴苛堅實，不是實戰形式就是苛刻的野外戰鬥訓練。除他們二人外再也沒人敢拜在其門下求藝。
藉由艾弗留給威德林的魔法秘笈學會弱化版聖光箭矢。還有纏繞己身的零距離強烈藍白色火焰聖光，須以抱住不死族的方式使用。
其魔法在戰鬥、破壞方面無人能及，但是完全不適合用於建設或開發領地。
自稱深受女性與小孩歡迎。
喜歡將獵殺的魔物放血後撒鹽直接豪邁地燒烤食用。
每月約兩、三次去崑崙山脈獵殺飛龍，作為興趣兼賣給飛龍料理專賣店賺奶粉錢。
擁有四名妻子，二十多名孩子，但皆為男丁，生不出女兒。
因為出身於軍事派閥，注重體格的養成，所以對於其子們施以嚴格的體格訓練，這一點讓不少他的孩子們(除了他的長子、三男以外）很想逃出家門。
使用治療魔法時必須緊抱對方零距離使用，這點成為許多人的夢魘。
原本為男爵，在帕爾肯亞草原解放任務後升爵為子爵。
年輕時魔力很弱，可是一直在慢慢成長，在冒險者預備校到剛出道時期只是初級魔法師，只靠「身體強化」魔法作為武器，其他什麼放出系魔法一個也沒有。算是大器晚成型的異才。
年幼時起就是當時還是皇太子的赫爾穆特國王第三十七世的摯友。為了國王扮演成強悍但是粗魯野蠻的皇宮首席魔導師，對於政治有一定了解但是基本上貫徹不與政治扯上關係的態度。
魯克納爾財務卿（聲：八木岳）
魯克納爾侯爵。財務家族系目前最高權力者。為人精打細算，既是高明的財務管家，有時也充當代替國王被他人怨恨避免貴族或人民對國王的支持度下降的角色，深受國王信賴。
支持著南方未開發地的開發計畫，是威德林五男哥埃里希的宗主蒙傑拉子爵的宗主。曾向國王提出讓「威德林去攻略地下城遺跡，使威德林取得大量報酬作為開發資金並為王國取得遺跡大量魔導船與相關貴重研究資料」這樣一箭雙雕的諫言。
威德林的家宰羅德里西的叔叔。將自己的8歲孫女與羅德里西訂下婚約，羅德里西與她相處像兄妹。
為了收拾父親留下的殘局而在卡特莉娜的威格爾家復興事件中擔任擔保人，約定威德林與卡特莉娜的兒子將與自己其中一個孫女的婚約。
對於父親當年四處樹敵導致自己這代必須花上大量精力去修補與各貴族家的關係感到無奈。
艾德加軍務卿（聲：平林剛）
軍系派閥的領導人。王國軍的掌權者。
外表看似粗曠的肌肉男，實則充滿智謀。與阿姆斯壯家一族交情不錯。
戴上太陽眼鏡後和軍系派閥一夥像是危險存在而被禁止在王都內戴太陽眼鏡。家規是：能吃的時候就盡量吃！
鲍麦斯特領開發計畫時，發現威德林的女伴都是戰力強悍的女性，將家中食客少女薇爾瑪收為養女，以護衛之名派到威德林身邊，實際上目的是聯姻。與薇爾瑪情如親生父女，特別是雙方皆喜愛品嘗美食和狩獵。
威德林與薇爾瑪結婚後成為姻親，開發地圖的錯誤事件幫忙很多。
盧德格爾·威廉·馮·布朗特
是埃里希入贅布朗特騎士爵家前的現任家主，後來退休後將家主之位交給埃里希。
米莉安·威廉·馮·布朗特
是埃里希入贅布朗特騎士爵家前的現任家主的獨生女，是埃里希的正妻。
盧納克會計監察長（聲：中野泰佑）
男爵，陰謀家。與繼承盧克納侯爵家爵位的兄長盧克納財務卿關係惡劣，也因此適任負責監督財務卿的會計監察長一職。因为兄長藉由其派系附庸埃里希的關係与與威德林攀上關係，自己因此被排除在威德林背後龐大的利益集團外而不滿，選擇與威德林為敵的方式獲取自己與自家派系的利益。
威德林的家宰羅德里西是其私生子，不過會計監察長並不喜歡他與他的母親，亦未認領他，雙方關係惡劣。
曾造謠威德林死於遺跡探險之役，亦寫信矇騙威德林的長兄科特表示科特之子為威德林爵位與龐大財產之合法繼承人（其實依據當時威德林預留的合法遺書應是五兄埃里希之子）。還表示與其為同盟關係，要求換取其領地之貿易特權。另一方面玩起兩面手段以認領羅德里西的方式威脅自己兄長盧克納財務卿讓自己的派系對於威德林背後的龐大利益能分上一杯羹。
派出冒險者提供科特魔道具「馭龍之笛」來暗殺發起政爭欲奪老家未開發地土地的威德林，然其實為更危險的「怨恨之笛」，但又隨即向魯克納爾侯爵告發科特，說威力不足以暗殺，自己只是製造暗殺的藉口師出有名可以除掉科特，試圖撈好處。科特使用後喪命化為怨靈未能殺死威德林後，轉而前往王都向將陷害他的盧納克會計監察長復仇。盧納克會計監察長一族連同當晚在會計監察長家開慶功宴的其派系12家財政體系貴族家的主要成員全部，共80多餘口人命皆遭科特的怨靈呪殺。
布倫梅爾塔爾內務卿
侯爵，陰謀家。雖然有管理國內貴族的職務，但他卻以推翻布廉梅男爵家爲由，爲了讓鮑麥斯特邊境伯家的重臣艾爾文作爲領地貴族獨立而進行干涉。之後與魔族的奧托•海因茲串通想要奪取赫爾穆特王國

#### 【邊境領】
阿玛迪斯·佛莱塔克·冯·布雷希洛德（聲：近藤浩德）
王國三大領中，南方領布雷希洛德邊境伯。
前布雷希洛德藩侯家次男，在父亲战死，哥哥猝死的情况下成为布雷希洛德当家。由于上任当家的父亲的鲁莽行动，使本家承受巨大挫伤，受到各方的打压时，遇到担心弟子的布兰塔克，并聘请他为首席魔法师。
繼承爵位後僅花了十餘年就恢復領地的經濟，被評價為統治領地才能者。
喜好文學，但是詩詞創作能力低下。
威德林老家以及威德林的宗主。
與私生女菲莉涅相認後，成為了一個笨蛋父親。
原本有六位妻子，但因受威德林娶多位妻子的影响，也新增加了好几位妻子，所以在夜生活方面变得很辛苦。(主要是因為被人说身为宗主妻子的数量不能比威德林这个附庸少)
布兰塔克·林斯塔（聲：屋良有作）
威尔的师傅的师傅。嗜酒，极端单身主义者，非常討厭儀式典禮。经验丰富的原冒险者，在冒险者时期与队伍成员讨伐了在西纳普斯火山活了7千年的火龙。探测魔法十分优秀，能从数千公里外，探测到曾经记忆过的魔力。感知到弟子艾弗烈的魔力在南部魔之森持续五年不动，认为其变成了巫妖。由于当时还是冒险者，没办法勉强同伴去处理没人委托的事情。
代替死去的弟子成为布雷希洛德藩侯的雇佣魔法师，从冒险者隐退。
擁有高效率補魔以及無論多遠都可以探測熟知魔力的超稀有才能。在魔法精細度、魔力節約等技術指導威德林。
威德林打倒不死族古代龍、帕爾肯草原的古雷德古蘭多、攻略古代魔導船地下遺跡、出征魔之森還有平定北方帝國統一戰爭都有他的協力與照顧。
在南方開發篇被強迫結婚，生有一女瑪卡蕾特，最後是由威德林與卡特莉娜二人所生之次子迪尼斯入贅林斯塔家與之結婚。
結婚前是歡樂街的常客，布雷希洛德藩侯為此頭痛不已。
艾弗烈·雷福德（聲：浪川大輔）
威尔的师傅，布兰塔克的弟子。孤儿、天才魔法师。做事细心谨慎，是个十分优秀的冒险者。布雷希洛德藩侯家专聘魔法师。
在魔之森远征军中担任副将兼参谋长，还兼任魔法部队队长和补给部队队长。在魔之森战死，因存有遗憾而变成死语者，在魔之森徘徊五年。愿望是遇见一个弟子，将三十年里学的魔法传授给他。教导威德林魔法，并让威德林用圣魔法使自己成佛，消失前将自己魔法袋的使用者变更为弟子威德林，将魔法袋内的财产、武器装备、军用物质等都交给弟子威德林。
帝國內戰篇，因復活召喚再度與威德林、導師以及師父三人相會並決鬥，最終為威德林所敗。
蓋爾德•奧斯卡•馮•布洛瓦
王國三大領中，東方領布洛瓦邊境伯之弟。
東方領繼承人爭奪事件篇登場。前邊境伯弟弟，在哥哥臥病在床，哥哥兩個小孩爭奪繼承人荒廢領地，滿是爛攤子的狀態下被威德林等人拱為新一代布洛瓦邊境伯。
原本希望以會計工作直到老死，過著清閒的生活。相較於其它親戚有著治理的才能。
卡拉•馮•布洛瓦
王國東方領主布洛瓦番侯三女。美女。洛瓦番侯在王都工作時時與下級騎士爵之女以非公開愛人關係生下的私生女，直到紛爭篇一年前相認。
在東方領紛爭篇登場，來到鲍麦斯特邊境伯領，父親原希望其為家族以婚姻方式獲取利益，但本人因為厭惡長年不相認的父親並沒有做出任何有利東方領的行為，且於紛爭中參加南領軍與東方領敵對。真實理由是自己已經有了青梅竹馬的戀人而不想被布洛瓦家拘束，不惜出賣兩位兄長為威德林穿針引線讓自己的叔叔繼承老家以換取自由。
具有謀略的才能，其父認為她的兩位哥哥都沒有成為藩侯的氣度而遲遲無法決定繼承人，常感嘆要是卡拉是男性就好了。
艾爾文的初戀對象。
菲利浦·馮·布洛瓦
東方領主布洛瓦番侯長子。東方領紛爭篇登場。
被家臣及岳父拱為東方領繼承人爭奪紛爭中。因為愚蠢的爭奪讓東方領陷入政治停滯。
本身有將軍才能。
帝國內戰篇，成為王國軍指揮官，集合殘存的王國軍，隱密行軍到北方領與威德林會合。
克裏斯多夫·馮·布洛瓦
東方領主布洛瓦番侯二子。東方領紛爭篇登場。
被家臣拱為東方領繼承人爭奪紛爭中。因為愚蠢的爭奪讓東方領陷入政治停滯。
本身有事務官才能。
帝國內戰篇，後成為王國軍事務官及副官，展現後勤統合的才能。
霍爾米亞邊境番侯
王國三大領中，西方領霍爾米亞邊境伯。
魔族篇登場。因為魔族艦隊的來到而集結諸侯軍，忙碌不已。
被評價為領主的能力平均，不昏庸也不才能。
艾爾文原家族阿爾尼姆騎士爵宗主。
阿爾尼姆騎士爵家
鄉下骑士爵。艾爾文的老家。
卡米爾・羅貝特・馮・布克
布克騎士爵家的三男，16歲，比卡拉大一歲。自幼開始與卡拉就是知己，並同為貧窮的法衣貴族家的孩子，外表與性格和艾爾非常相像。
王都武術大會弓術冠軍，因擅長弓箭而博得西部霍爾米亞邊境伯賞識，在紛爭事件結束後便與卡拉成婚並一同搭魔導飛行船前往西部邊境伯領就任弓術指導家臣。

### 阿卡特神聖帝國
威廉十四世
是三十八年前阿卡特神聖帝國皇帝選舉當選的前任皇帝，原梅特涅公爵。
在威德林等王國外交親善訪問團來訪時過世，認為威德林是個「有趣的孩子」。
也相當疼愛泰蕾莎，如乾孫女般的關係。
艾雷•巴特森
是威廉十四世時期的帝國首席魔導師，年約六十歲身穿黑袍的消瘦老人，與導師和布蘭塔克在十年前王國外交親善訪問團的就認識，最後皮奇四兄弟故意將紐倫堡公爵叛亂的事情告訴他並用刀子偷襲而死
泰蕾莎·基古立特·馮·菲利普
帝國榮譽男爵，原為菲利普公爵，帝國內戰後期爵位讓位給表兄弟。傳言為威爾的情人。
帝國篇後移居王國鮑麥斯特邊境伯領。和亚美莉關係很好。之後被測出有魔法的才能。
詳見鮑麥斯特邊境伯相關女性。
亞卡特十七世
視阿卡特神聖帝國皇帝選舉當選的新皇帝，原皇族大公爵。
是在威德林等王國外交親善訪問團來訪時因老皇帝過世，而選舉新任皇帝。
在登基後不久就爆發政變，遭到軟禁。
在解放軍解放帝都後，雖因財政吃緊，卻態度變得傲慢強硬，猜忌有功者。最後因討伐紐倫堡公爵失利而被紐倫堡公爵所殺，在位時間只有二百七十八天。
馬克斯·艾哈德·阿爾敏·馮·紐倫堡
帝國南方領最大領主紐倫堡公爵。七個選帝侯之一。
對帝國改革有強烈的主張，希望出兵王國，稱霸大陸。在新皇帝選舉中第二高票，受帝國軍方和改革派貴族支持。在亞卡特十七世登基後不久就發動政變，並開始帝國內戰。
帝國內戰中看出，在軍事上有著帝國貴族中最強的才能，多次讓其它諸侯受到嚴重損害。但在第二次攻打帝都失敗後，退守自家領地內山岳地带（因地下有古代魔法文明时代的军事要塞），並想用古代兵器巨大魔像來反擊但先後卻被威德林的火屬性魔法劍和艾爾文所借的魔刀給打到，使自己因被砍斷右手和右腳，最後因失血過多而死。
瑞穗上級伯爵
帝國北方領土秋津大盆地，少數民族瑞穗人的領主。
比帝國更早生活於大陸上，保存部分古代文明技術，與日本江戶時代風俗相似的民族。古代帝國侵略擴張時，使用魔刀的瑞穗拔刀隊多次重創帝國軍，和談後，臣服之獨立國身分收入帝國。
專利技術魔統（魔導火槍）、魔刀（魔導武士刀），帝國模仿不出來。魔導道具、家庭電器等在帝國其他領地非常暢銷，甚至競爭到其他商人，受到南方紐倫堡公爵忌妒。
泰蕾莎希望瑞穗人成為同盟，加入北方聯合軍。
武臣·藤林
是瑞穗上級伯爵旗下的上級武士，也是遙·藤林的大哥兼妹控。
其家族是歷代侍奉瑞穗上級伯爵的家臣，也是瑞穗拔刀隊的成員之一，在帝國內戰中因遙·藤林被艾爾文追求，最後艾爾文藉由威德林在比試中打贏他，說服他允許艾爾文和遙的婚姻。但在艾尔与遙进行结婚仪式时打算制造意外以打断结婚仪式，可是最终還是失败，还被分家的枫瞒着定下了正式的婚约。
枫·藤林
藤林家分家的女儿，小武臣十岁。和遙、武臣一同长大，被家里期望与武臣结婚，生下继承分家的孩子。
在武臣妨碍艾尔和遙的结婚仪式时跟了上去，並瞒着武臣完成了订婚仪式。
阿爾馮斯
帝國北方領最大領主菲利普公爵的分家。也是泰蕾莎的表兄弟。
因泰蕾莎在帝國內戰後期把公爵爵位讓位給了他，而成為了新任菲利普公爵。
巴登公爵公子
帝國西方領最大公爵。
巴登公爵在政變時生死未卜，巴登公爵公子率領西方領諸侯軍加入成為北西方聯合軍。
希望立下戰功成為下任皇帝選舉人，積極的考慮進攻戰略。
彼得・奧斯瓦爾德・迪里烏斯・馮・亞卡特（Peter Oswald Delius Von Urquhart）
皇帝亞卡特十七世的三男。
金色短髮，蓬鬆，一臉輕浮的少年。
幼年時期喜歡和貴族無繼承權的末子以及平民玩而受到貴族間的惡劣評論，稱為皇家之恥(为了不被父亲和兄长们视为威胁而装成无能者)，不過也有人稱他為平民皇子。私下在工作者和商人間受到支持。厌恶自己的父亲与兄长们
身邊跟著美女魔法師艾美菈和劍士戈爾茲。
帝國內亂篇，在帝都和威德林接觸。在自己的父亲与兄长们討伐紐倫堡公爵之後，判断了父亲和兄长的战死，并谋取了皇位。
艾美菈
三皇子彼得身邊的上級魔法師。一頭即肩淡綠色金發，幹練女性的感覺。
家族為支解魔物的事業，生來擁有魔力，幫助家族事業同時是不錯的冒險者。彼得多次請求才出任官職。
被彼得時常求愛般的閒聊，但本人總是以工作場合打回票，事務上很有效率，令旁人摸不著兩人關係的頭緒。
年齡比彼得大幾歲，彼得常和威德林輕浮的聊著同樣是年上同好派。
喜歡殭屍類型的書，令同樣是愛書者的伊娜感到意外。（文庫10.5卷番外）
戈爾茲
三皇子彼得身邊的劍士，劍術實力比艾爾文強，配備奧利哈路岡制劍
吉爾伯特
原帝國軍將軍，老家長子過世放棄軍人生涯回老家繼承準男爵。
被評為年輕有指揮數萬人之才。原軍人時因老家貴族地位不高被排擠。
被威德林在組建帝國臨時警備團時被介紹過來，訓練暴增到兩萬人的新部隊指揮者。
男爵大人
帝都西牆貧民窟的領導者。男爵大人只是稱呼。
最早是在貧民窟主動免費用治療魔法幫窮人看病，慢慢受到周遭追隨，有恩於他的騎士爵家末子們自願族成他的警備團。
皮奇四兄弟（ピーチュ四兄弟）
為帝國的上級魔法師們，也是同卵四胞胎，而各自擅長的系統魔法都不同：長男艾因斯擅長火系統、次男札維擅長水系統、三男德萊擅長土系統的魔法、四男菲亞擅長風系統的魔法。魔法才能雖高但實戰經歷不足。
因是帝國軍方從小所培養的魔法師，使從小就擁有名譽貴族職位，而在魔法師的成就方面卻輸給年紀比自己還小的威德林後，並把威德林當成競爭對手，窺視艾雷•巴特森的帝國首席魔導師地位，總是得意洋洋的來找艾梅菈的麻煩，被彼得稱為笨蛋四兄弟。
在紐倫堡公爵發動政變時，故意將紐倫堡公爵叛亂的事情告訴巴特森並偷襲將他刺死來奪取帝國首席魔導師地位，本來是奉命讓威德林倒向公爵一邊的，但卻無視了。最後缺乏實戰經驗的四兄弟則分別被導師、露易絲、布蘭塔克、威德林所打倒，事後因皮奇四兄弟投靠紐倫堡公爵而其名譽貴族職位被拔除。

### 佐奴塔克共和國
恩思特•布里茨
帝國內亂篇，在戰爭魔道具後面所發現的魔族，魔力龐大。
從魔族佐奴塔克共和國所在的極西西方島嶼來至琳蓋亞大陸的尖耳魔族。自稱是歷史學者前來挖掘遺跡。（文庫版10卷登場）
表情散發著令威德林跟帝國方都覺得無法完全信任的異樣感。
莫尔•克林顿
是大學畢業生，有著瘦高体型，曾是恩思特的研修班學生
拉穆尔•阿顿
是大學畢業生，身高不高但肌肉很结实，曾是恩思特的研修班學生
萨拉斯•赫克托
是大學畢業生，曾是恩思特的研修班學生
露米•伽琪丝
是大學畢業生，新人记者，曾是恩思特的研修班學生，也是莫尔•克林顿、拉穆尔•阿顿、萨拉斯•赫克托三人的學姊
伊丽莎白•霍维尔•佐奴塔库九百九十九世
是當今的魔王(國王)，也是佐奴塔库王国时代王族的最后後代，其母亲生下她不久就病故了，其父亲也在三年前死于事故。
蕾菈•米尔•拉伊拉
是當今的宰相，也是佐奴塔库王国时代宰相家系出身的最后後代，在伊丽莎白•霍维尔•佐奴塔库九百九十九世的父亲死于事故後，以监护人的身份领养了伊丽莎白。
奥托•海因兹
世界征服同盟的首领。是个消瘦到病态的，把灰白色卷发梳成三七分发型的男子。有著想要征服人类並再压榨他们的思想。

### 其它人物
艾特里歐（Alterio，聲：Robert Waterman）
王國御用商人。
與布蘭塔克年輕時冒險者搭當討伐了在西納普斯火山活了7千年的老火龍，該役中受傷隱退，利用分得的報酬轉行從商。在布蘭塔克牽線下在飛往王都的飛行船認識了12歲的威德林，之後一直投資與照顧他。
威德林將不少前世想到的和式食譜交給他，成立工廠大量生產，並在王都開張各式前世的料理餐廳（拉麵、炸物、烤肉等）。
威德林升為鲍麦斯特邊境伯後將他成為御用商人。
瓦倫（聲：宮園拓夢）
身高超過一百八十公分，金發、藍眼又俊美的模範騎士，某個下級名譽貴族的三男，禁衛騎士團的中隊長，負責保護國王與王城的安全。
擁有魔力，但無法將利用魔力具體實現的現象施放到外界，而是位能用魔力強化自己身體與武器的魔法騎士。曾受教於布蘭塔克學習身體強化以及節約魔力之方法。
王國著名的劍術名家，用劍的天才，年僅十二歲時就以劍術拿下王都武藝大會劍術冠軍。
艾爾文的劍術師傅。
亨里克
阿姆斯壯導師的次男。
受不了阿姆斯壯家對體魄要求而離家經商。因有點成績受到父親資助，持有小型魔導飛行船。
東方領紛爭篇後事業升級到數台飛行船。同為鮑麥斯特伯爵家的御用商人。
奥加斯·里涅海姆
紅色西裝和粗框眼鏡。外表可疑的不動產業者，與教會關係良好。
在霍恩海姆樞機主教牽線下利用威德林和艾莉絲為其除靈凶宅，使威德林獲取在王都上級貴族區的豪宅。精於建置各種不動產的情報網，有著能低價買入瑕疵屋、有特殊問題的建物或是貴族的不良資產後，設法解決瑕疵再高價賣出的能耐。
在鲍麥斯特領新開發時提供出大量王都準備淘汰的舊宅與設施供移建再利用。
卢卡斯・盖兹・贝肯鲍尔（聲：岡崎雅紘）
是魔导公会的研究部门的主任。他雖然是個優秀的人，但也不會看周遭氣氛說話。尤其是有很多言論對女性來說不夠細膩，而且經常被人厚顏無恥。而他的老家是内衣店
優法
是隸屬於教會的少女，與艾莉絲認識。因會『快速』的聖魔法，所以被人稱疾風的優法。
雷布蘭特名譽男爵
假關西腔、有點禿頭的大叔。原某貧窮騎士爵家的四男。天生能使用非常稀有的特殊土系統魔法「移建」的魔法師。
因為「不動產移建」的生意收到貴族青睞而爬到名誉男爵地位，行程太搶手所以非常難預約。受國王和教會樞機卿、財務清等指名下將預先名額給予鮑麥斯特伯爵領開發計畫。
「暴炎」的金普利
王國名魔法師冒險者之一。與「暴雪」「暴風」名號相對。
擅長融合火系統與風系統的爆炎魔法。著名的得意魔法絕招是終極魔法「行星爆裂」（Big Bang Explosion，ビックバンエクスプロージョン），其威力曾把整座岩山都給吹飛而被士兵們稱之為爆炎，作為冒險者的戰鬥直覺很強。
為人看似溫厚，實際上一但扯上其妻女便十分容易暴走。曾在委託中把整座岩山轟飛，其原因僅是「為了能盡快回家見自己的妻子及女兒」；曾不顧後果控制不住自己對魔物使用「行星爆裂」造成消滅整片森林的慘況，也只因遇上厲害魔物擔心自己喪命會再也見不著妻女。因為這個性格缺點而未能受封為貴族。結婚後成為傻丈夫及傻爸爸。
羅馬努斯·艾伯特·馮·海特公爵
前國王最小的弟弟，當今國王的叔父，有24个妻子，情人是妻子數的3倍。債臺高築，領取的年金不够還債。
曾數次向艾莉絲逼婚要求做自己的第25位妻子皆遭霍恩海姆主教所拒，海特公爵為此責備其不敬。行事作風荒誕，為王國眾臣與百姓私下之笑柄，為此多次遭國王訓斥，然因貴為國王叔父身份每每惹事最後皆能不了了之。
得知威德林與艾莉絲之婚約後以威德林搶走艾莉絲為由向之提出決鬥，目的在於奪取艾莉絲或是高額戰敗賠款以及伊娜、露易絲二人。將重金聘請冒險者抓來的雙足飛龍裝上重金打造的秘銀鎧甲作為決鬥的代理人，仍於決鬥中不敵威德林而慘敗。最後國王以「使用飛龍侮辱決鬥、危害王都安危」以及「負債超過王家可容忍」等事由將海特公爵及與其同謀之附庸全族逐出貴族籍、沒收全財產而貶為平民，並終身關押於某修道院內悔過。但在小說第二十六卷再次登場。他被布倫梅爾塔爾內務卿給放出並推選為政變派的傀儡，但他一心只想著得到艾莉絲。
迪哈特·冯·巴修米戴男爵
是海特公爵的附庸，长得像螳螂般消瘦，一脸就是个随从样。
自称是头脑派，曾為了减少海特公爵家的欠债，拟定了要从威德林抢夺一大笔钱的计画。用重金聘請冒險者抓來的雙足飛龍裝上重金打造的秘銀鎧甲作為決鬥的代理人，仍於決鬥中不敵威德林而慘敗。最後國王以「使用飛龍侮辱決鬥、危害王都安危」以及「負債超過王家可容忍」等事由將海特公爵及與其同謀之附庸全族逐出貴族籍、沒收全財產而貶為平民，並終身關押於某修道院內悔過。但在小說第二十六卷再次登場。他被布倫梅爾塔爾內務卿給放出並被派去照顧海特公爵，之後他試圖用慣用的偷襲戰術取勝，

## 用語

### 地域
琳盖亚大陆
故事发生的主舞台。
过去整个大陆曾被高度的魔法文明支配，从各种遗留文件来看，当时的生活水准与现代地球近似，区别仅仅在于这个文明的常规驱动能源是魔力而非电力。
故事开始约一万年前发生了导致魔法文明中枢突然毁灭的大规模灾难，从此大陆的文明急剧衰退。
大裂谷
橫貫琳盖亚大陆南北的中央裂谷，隔開王國和帝國。
研究顯示可能是古魔法文明滅亡時的後果。
魔物领域
随着一万年前大灾害而出现的新生地域。如名字所示是有大量魔物栖息的地域。在琳盖亚大陆上有数千块之多。
特点是区域内瑪那浓度极高导致环境发生巨变，栖息其中的生物也异变成魔物。
每块魔物领域都有一只被称为“领域之主”的BOSS级魔物，是整块魔物领域的魔力之源。
虽然异变后的坏境不会对人体产生影响，但因为大量魔物存在的缘故实际上人类根本无法在魔物领域中生活。唯一的解决方法就是击倒领域之主断绝异常浓度瑪那的根源，让魔物领域恢复成普通土地。
古代魔法文明在萬年前不明原因滅亡，飛散出去的魔力，聚集之處成了魔物領域。
南方群島
王國南境以南海域上的島嶼。居民主要以古魔法文明滅亡後從原本在現在王國南領土的古魔法文明後代移居。魔物領域濃密部分人類很難生存。
西方島嶼
魔族居住的島嶼，島嶼不大，在人口銳減後島上大部分區域沒有居民。

### 國家
赫尔姆特王国
位于琳盖亚大陆南部的封建君主国家，主角的祖国。至故事开始已有数千年历史。政治形态为封侯制，
国土势力分布为中央的王家势力；东、西、南三个大边境伯势力；其他小型诸侯；以教会为首的非政治团体势力。男主划分在南部边境伯势力下，但会优先执行王家的直系命令。特别要指出的是，因为当代王家的实力雄厚，所以几大势力之间处于相当和睦的状态。
过去与占据大陆北部阿卡特神圣帝国多次发生战争，但在各自付出巨大代价后量过高层都意识战争弊大于利于是签约停战（注意并不是成为了友邦），到故事开始时已经停战了200年左右。
社会形态近似中世纪欧洲，文化上有很多德式特色。
鲍麦斯特领
位于赫尔穆特王国南端，东部和南部都面海，以北部与西部的山脉为领地边境，地理环境偏僻，冒险者公会都拒绝来这里设分部。主要产业就只有农业和少量的打猎与采集。北部山脉的另一边是布雷希洛德藩侯领地。西部也是同样弱小的领主。因为北部与西部的山脉都有飞龙和魔物栖息，和他们的交流就只有和每隔几个月造访一次的商队交易而已。但和人力资源极度缺乏的现状相反，领地内的各种自然资源非常丰富，威尔本人幼年在森林中进行魔法修行时，就曾顺道采集积累了相当于足够他花上几辈子资金的各种特产。旁人也一致认为如果进行充分开发后，鲍麦斯特领的资源完全可以成立一个独立小国。
除了天然资源外，领地中也沉睡着不少超古代魔法文明的遗迹，其中不乏魔法汽车、魔法手机这种异色遗产，这些东西全不仅全部可以回收再利用，性能还远超当代同类产品。
阿卡特神圣帝国
赫尔姆特王国的邻国，占据了琳盖亚大陆北部区域的巨大国家。
成立时间比王国更早，在达到目前的国境范围前经历过相当长时间的扩张期，期间帝国将众多异民族征服再加以融合，最后形成了一个与单一民族的王国不同的多民族国家。
虽名为帝国，但政治形态更接近联邦制。政府中存在权利不亚于皇帝的贵族议会，每代帝国的皇帝由议会根据能力从八个被称为選帝侯的公爵家与皇家中选举选出。新老皇帝之间不仅经常没有血缘关系，议会还会尽可能阻止某个選帝侯家族中短时间内产生多位皇帝的情况发生。
虽然皇帝基本都靠选举产生，但阿卡特神圣帝国也存在皇家。与其他大贵族相同皇家也拥有自己的领地，这种地域被称为帝国直辖地，范围为包括帝都巴鲁迪修在内的帝国中央地域。
皇家出身的成员也可以参加皇帝选举。如果当选的话可以使用国名“阿卡特”作为自己的皇帝称号，即“阿卡特XX世”。即便在没有产生皇帝的时期，皇家也会包揽大部分帝国中枢运作的实务，所以每代皇帝是否出自皇家对于皇家其实区别都不大……，为了与其他选帝侯公爵家有所区别，皇家拥有独有的“大公爵”爵位。
瑞穗伯国→瑞穗公国
在阿卡特神圣帝国成立前就存在的古老民族建立的国家，文化型态与帝国差异很大。瑞穗伯国的领土位于与菲利浦公爵领地邻接的秋津大盆地，人口约有一百二十万人。瑞穗伯国的人们手艺灵巧，所以在工艺品和魔法道具的制造技术方面也是出类拔萃，平常大多个性温和，但一开战就会突然变得凶恶。過去帝国会定期出兵征討，直到被瑞穗人葬送的友军士兵终于多达数十万人后，当时的皇帝才终于退让，承认瑞穗伯国的自治权。帝国授予上级伯爵这个特殊爵位，并将其领地称作伯国，好与其他伯爵领地做出区分。以一年必须朝贡一次和将外交权托付给帝国为条件，认可瑞穗伯国继续存在。而在帝国内乱结束后成为公国。
佐奴塔克共和國
魔族之國。外型接近人類，耳多尖俏。位於琳盖亚大陆西方很遠的島嶼上。千年前從王國制轉變成民主制度。
帝國內戰末期發現魔族的存在，之後赫爾姆特王國的大型探索船啟航向西航行而相遇，魔族這才發現了大陸隔數千年後仍存在的人類，派遣艦隊前來交涉，魔族篇展開。
保存著萬年前古代文明的魔法科技。每個國民都是魔法師，魔法道具過度發達，戰力高於人類數倍。但人口過少已放棄全島四分之三的地區。
反倒卻形成社會福利過剩，失業也不會餓死，學生期過度延長，結婚率低下，生育率低下，人口漸少加劇，為了產業銷售禁止部分魔法使用，全國瀰漫著苦悶的氣氛。被威德林稱呼為很像地球平成時代的日本。
黨派政治受到選民的左右，常模糊工作焦點。因為很久沒與他國交流費無外交部門，對王國一度外交延遲。
有一派希望恢復自然耕作和王國體制。

### 貴族、爵位
贵族
真正意義的貴族是指持有男爵以上爵位的人，因為依貴族法規定男爵以上的爵位才真正擁有爵位繼承權，但為避免數量龐大的準男爵和騎士爵後續繼承紛爭，默認準男爵和騎士爵也有繼承權並視為貴族一員。
依照領土的有無分為名譽貴族（法衣貴族、宮廷貴族、中央貴族）和領地貴族（封地貴族、地方貴族），以及僅限一代的榮譽貴族。
原則上由嫡长子继承家门，次男作为预备人选，排名第三以下的孩子都必须自己摸索生存之道；嫡长子繼承制度並沒有絕對性和強制性，僅是為避免繼承權紛爭所以國家推薦實行，成為貴族默認的不成文規定，也有並非是嫡长子但因為各種因素而成為繼承人或預定繼承人的例子。此外也有廢嫡的制度來廢除不適任的預定繼承人。
王國僅限男性能繼承爵位，若只有女性子嗣則必須找男性入贅，由入贅女婿繼承爵位。帝國則認同女性繼承爵位，但女性貴族是相當少見的狀況。
爵位種類
分為公爵、侯爵、伯爵、子爵、男爵、準男爵和騎士爵，總共七種爵位。
王國則另有與侯爵同等爵位的邊防伯爵，侯爵為法衣貴族而邊境伯為領地貴族。
帝國另有大公爵和上級伯爵的爵位。
邊防伯爵
又稱邊境伯、邊境伯爵、藩侯，代替國王統領地方領主的貴族，與侯爵同位階。在王國初期原本是交由擁有王族血統的公爵來統領地方領主，但不久發生數名公爵聯合起兵造反，挑戰中央王位之事。在亂事平定後，餘下的公爵被解除統領地方職權，全部遷入首都居住，成為僅有頭銜跟高額年金的裝飾用貴族。並新設立邊境伯來執行統領地方的職責。
王國現有三個邊境伯，南境、東境、西境，後期威德林升爵為新的邊境伯。
大公爵
帝國中央皇族的爵位，選帝侯之一，帝國法律規定公爵和大公爵都擁有成為帝國皇帝的資格，擁有帝國皇帝繼承權被稱為選帝侯，帝國皇帝由貴族投票誕生，當皇室未當上帝國皇帝時，會就任大公爵爵位。
王國貴族位階
第一位階只有國王陛下、第二位階是王妃和王子以及公主、第三位階是其他王族和公爵、第四位階是侯爵和邊境伯、第五位階是伯爵和子爵以及男爵（部分）、第六位階是男爵（部分）和准男爵、第七位階是騎士爵。第八位階到第十位階是為了第三——第五位階没有繼承權的子女所準備的位階，但不能由其後續子女繼承，也就是之後就成為平民。一般通稱第五位階以上為上級貴族，第六位階以下為下級貴族。
帝國貴族
最高權力是皇帝。七個選帝侯，帝國古代征服周邊後後最有權力的六個地區公爵加上皇族的大公爵。上級伯爵，向瑞穗國這種下屬獨立國給予接近選帝侯的地位。伯爵以下和王國相似。
地方名主
一种在领主底下处理村务和會計的行政人员。
貨幣
赫尔穆特王国的貨幣為10進制，單位為分，依序為銅幣、銅板、銀幣、銀板、金幣、金板、白金幣、白金板。1枚銅幣為1分、1枚銅板為10分、1枚銀幣為100分、1枚銀板為1000分、1枚金幣為1萬分、1枚金板為10萬分、1枚白金幣為100萬分、1枚白金板為1000萬分。
王國與帝國、瑞穗國的匯率機乎一樣，因為少交流與百年沒有戰爭的關係。

### 魔法用語
魔物
比普通野生动物巨大、凶暴，明显偏离自然生态系的生物。繁殖能力强，最弱的个体也能远胜人类，大部分毛皮、牙、肉等是高级素材或食材。一般魔物不会离开自己的地盘，死灵系除外。每种魔物体内都有魔石。
- 死语者：【死灵系】肌肤苍白。有因死亡的恐惧而凶暴化，和僵尸一样需用火烧来处理；另有只要有人波长相符，就算是普通人帮其实现愿望就能使其成佛。

- 僵尸：【死灵系】没有理性，按本能不繼進食，见活人就咬。行动缓慢，非常怕火。

- 巫妖：【死灵系】僵尸的上位种，能说一点话，并继承生前的一部分能力。

魔法道具
- 【专用品】一般魔法师也能制作，用没蕴藏魔力的魔晶石制作，用魔力驱动就能发动自己无法使用的魔法的魔法师专用品。

- 【泛用品】：将储存大量魔力的魔晶石充当电池使用，使用不当会有爆炸的可能。不会魔法的人也能使用，泛用性高，难制作，所以价格昂贵。

- 魔晶石：由魔石加工而成。体积小的魔晶石内没蕴藏魔力充当魔法道具的发动装置，体积大并储存大量魔力的魔晶石充当魔法道具的电池。

- 魔法袋：分为有任何人都能使用的泛用品，魔法使才能使用的和登记唯一使用者的专用品。

- 魔法剑：只有剑柄，将属性魔力化为剑身的魔法道具。可以造出火、冰、风和岩石。

火魔法
- 【火球】

风魔法
上级：
- 【探测魔法】掌握指定范围内除自己以外的所有存在，使用者精密的程度都不尽相同。厉害的使用者能记住曾经探测过的人与生物，只要该个体一进入探测范围就会立刻发现。

中级：
- 【轻量化】使目标重量变轻。
- 【風刃】

水魔法
- 【肌力强化】提升力量。
- 【回复魔法】消除肌肉中的乳酸，减轻身体疲劳。

土魔法
- 【挖掘】
- 【岩棘】
- 【移建】

圣魔法
在性质上接近水魔法。没有魔法才能的圣职者在经过严格修行后也能使用圣魔法，也有能使用魔法的圣职者。
- 【聖光】
- 【治療術】教會神官大量集中這種才能者
- 【奇蹟之光】將大量的魔力去治療他人並回復被治療者的一半魔力。只有天生就會的人才能使用，全大陸上僅少數出生就被發現的使用者。
- 【英靈招喚】將死者之魂招喚回世間，附身在使用者身上，使用者外型會完全變成英靈、力量肌肉、魔力、魔法知識適應性全部變成英靈的強度。英靈與使用者的適合性有著能不能發揮的限制。目前使用者只出現一例，條件非常嚴苛。

其他魔法
- 【萃取】和【重组】是炼金术师都会的基础魔法。
- 【飞翔】
- 【瞬间移动】

容量配合
短时间提升魔力的修炼方法。作法是两人双手交握，形成一个圆圈，让大量魔力于双方身体循环。魔力量最大值较少的一方变得与较多的同样。（比如魔力量最大值是10会提升到与较多的100一样，如果魔力量最大值较少的极限是50，那么只会提升到50并不会再提升。）
修道院
囚禁被剥夺爵位的犯罪贵族的地方，逃跑就会被杀死而对外宣称病死。

## 出版書籍

### 小說
| 集數  | Media Factory  | Media Factory          | 台灣角川       | 台灣角川               |
| 集數  | 發售日期       | ISBN                   | 發售日期       | ISBN                   |
| ----- | -------------- | ---------------------- | -------------- | ---------------------- |
| 1     | 2014年4月25日  | ISBN 978-4-04-066719-5 | 2015年7月29日  | ISBN 978-986-366-508-3 |
| 2     | 2014年7月25日  | ISBN 978-4-04-066924-3 | 2016年1月14日  | ISBN 978-986-366-758-2 |
| 3     | 2014年10月24日 | ISBN 978-4-04-067133-8 | 2016年4月13日  | ISBN 978-986-473-065-0 |
| 4     | 2015年1月23日  | ISBN 978-4-04-067356-1 | 2016年7月25日  | ISBN 978-986-473-065-0 |
| 5     | 2015年6月25日  | ISBN 978-4-04-067696-8 | 2016年9月5日   | ISBN 978-986-473-066-7 |
| 6     | 2015年9月25日  | ISBN 978-4-04-067785-9 | 2016年11月14日 | ISBN 978-986-473-374-3 |
| 7     | 2015年12月25日 | ISBN 978-4-04-068020-0 | 2017年1月12日  | ISBN 978-986-473-484-9 |
| 8     | 2016年4月25日  | ISBN 978-4-04-068183-2 | 2017年3月27日  | ISBN 978-986-473-590-7 |
| 9     | 2016年8月25日  | ISBN 978-4-04-068461-1 | 2017年11月8日  | ISBN 978-986-473-980-6 |
| 10    | 2017年2月25日  | ISBN 978-4-04-069087-2 | 2018年3月8日   | ISBN 978-957-564-082-8 |
| 11    | 2017年6月24日  | ISBN 978-4-04-069274-6 | 2018年7月9日   | ISBN 978-957-564-298-3 |
| 12    | 2017年12月25日 | ISBN 978-4-04-069599-0 | 2018年12月17日 | ISBN 978-957-564-617-2 |
| 13    | 2018年4月25日  | ISBN 978-4-04-069868-7 | 2019年7月22日  | ISBN 978-957-743-079-3 |
| 14    | 2018年8月25日  | ISBN 978-4-04-065131-6 | 2020年2月20日  | ISBN 978-957-743-540-8 |
| 15    | 2018年12月25日 | ISBN 978-4-04-065389-1 | 2020年5月6日   | ISBN 978-957-743-749-5 |
| 16    | 2019年3月25日  | ISBN 978-4-04-065636-6 | 2020年6月10日  | ISBN 978-957-743-810-2 |
| 17    | 2019年7月25日  | ISBN 978-4-04-065907-7 | 2021年4月12日  | ISBN 978-986-524-339-5 |
| 18    | 2019年12月25日 | ISBN 978-4-04-064270-3 | 2023年1月17日  | ISBN 978-626-352-163-6 |
| 19    | 2020年3月25日  | ISBN 978-4-04-064539-1 | 2023年11月27日 | ISBN 978-626-378-171-9 |
| 20    | 2020年7月20日  | ISBN 978-4-04-064799-9 |                |                        |
| 21    | 2020年11月25日 | ISBN 978-4-04-680010-7 |                |                        |
| 22    | 2021年4月24日  | ISBN 978-4-04-680392-4 |                |                        |
| 23    | 2021年8月25日  | ISBN 978-4-04-680694-9 |                |                        |
| 24    | 2021年12月24日 | ISBN 978-4-04-680993-3 |                |                        |
| 25    | 2022年4月25日  | ISBN 978-4-04-681355-8 |                |                        |
| 26    | 2022年8月25日  | ISBN 978-4-04-681654-2 |                |                        |
| 27    | 2022年12月23日 | ISBN 978-4-04-682022-8 |                |                        |
| 外傳1 | 2023年5月25日  | ISBN 978-4-04-682481-3 |                |                        |
| 28    | 2023年9月25日  | ISBN 978-4-04-682891-0 |                |                        |
| 外傳2 | 2024年1月25日  | ISBN 978-4-04-683148-4 |                |                        |
| 29    | 2024年5月24日  | ISBN 978-4-04-683626-7 |                |                        |
| 外傳3 | 2024年9月25日  | ISBN 978-4-04-684048-6 |                |                        |
| 30    | 2025年1月24日  | ISBN 978-4-04-684462-0 |                |                        |
| 外傳4 | 2025年5月23日  | ISBN 978-4-04-684811-6 |                |                        |

### 漫畫
《八男って、それはないでしょう!》
- 漫畫：楠本 弘樹
- 原作：Y.A
- 角色原案：藤 ちょこ

| 集數 | 角川書店       | 角川書店               | 台灣角川       | 台灣角川               |
| 集數 | 發售日期       | ISBN                   | 發售日期       | ISBN                   |
| ---- | -------------- | ---------------------- | -------------- | ---------------------- |
| 1    | 2015年9月19日  | ISBN 978-4-04-067796-5 | 2016年7月27日  | ISBN 978-986-473-211-1 |
| 2    | 2016年3月22日  | ISBN 978-4-04-068150-4 | 2016年10月27日 | ISBN 978-986-473-334-7 |
| 3    | 2016年11月21日 | ISBN 978-4-04-068664-6 | 2017年8月23日  | ISBN 978-986-473-847-2 |
| 4    | 2017年7月22日  | ISBN 978-4-04-069257-9 | 2018年7月12日  | ISBN 978-957-564-309-6 |
| 5    | 2018年3月22日  | ISBN 978-4-04-069696-6 | 2019年6月12日  | ISBN 978-957-743-039-7 |
| 6    | 2019年1月21日  | ISBN 978-4-04-065197-2 | 2020年7月15日  | ISBN 978-957-743-840-9 |
| 7    | 2019年12月23日 | ISBN 978-4-04-064207-9 | 2020年7月15日  | ISBN 978-957-743-841-6 |
| 8    | 2020年4月23日  | ISBN 978-4-04-064468-4 | 2023年2月16日  | ISBN 978-626-352-238-1 |
| 9    | 2021年1月22日  | ISBN 978-4-04-680049-7 | 2023年2月16日  | ISBN 978-626-352-239-8 |
| 10   | 2021年9月21日  | ISBN 978-4-04-680807-3 | 2023年2月16日  | ISBN 978-626-352-240-4 |
| 11   | 2022年5月23日  | ISBN 978-4-04-681386-2 |                |                        |
| 12   | 2023年1月23日  | ISBN 978-4-04-682077-8 |                |                        |
| 13   | 2023年9月22日  | ISBN 978-4-04-682810-1 |                |                        |
| 14   | 2024年5月23日  | ISBN 978-4-04-683581-9 |                |                        |
| 15   | 2025年1月23日  | ISBN 978-4-04-684389-0 |                |                        |

《八男って、それはないでしょう！ ～はじまりの物語～》
- 漫畫：ばにら棒
- 原作：Y.A
- 角色原案：藤 ちょこ

| 集數 | 角川書店       | 角川書店               |
| 集數 | 發售日期       | ISBN                   |
| ---- | -------------- | ---------------------- |
| 1    | 2020年3月23日  | ISBN 978-4-04-064474-5 |
| 2    | 2020年11月21日 | ISBN 978-4-04-064755-5 |

## 電視動畫

### 製作人員
本作的製作人員名單如下：
- 原作：Y.A
- 人物原案：藤原
- 監督：三浦辰夫
- 系列構成：宮本武史
- 人物設計：田邊謙司
- 音響監督：菊池晃一
- 音樂：卡捷琳娜古樂合奏團（日语：カテリーナ古楽合奏団）、關美奈子
- 音樂制作：Flying DOG
- 動畫制作：新銳動畫、Synergy SP

### 主題曲
片頭曲
作詞、主唱：小暮閣下×寶野亞莉華，作曲：小暮閣下，編曲：Anders Rydholm，中国配信版中文歌词翻译、发音指导：赵珂
片尾曲
作詞、作曲、編曲：Motokiyo，弦樂編寫：菊谷知樹，主唱：AKINO arai×AKINO from bless4

### 各话列表
| 话数 | 日文标题 | 中文标题             | 剧本              | 分镜     | 演出              | 作画监督                          | 总作画监督              | 改編原作小說      |
| ---- | -------- | -------------------- | ----------------- | -------- | ----------------- | --------------------------------- | ----------------------- | ----------------- |
| 01   |          | 八男？別鬧了！       | 宮本武史          | 三浦辰夫 | 三浦辰夫 金田貞德 | 萩原子、槙田一章 反町司           | 田边謙司                | 第一卷            |
| 02   |          | 繼承人纠纷？別鬧了！ | 宮本武史          | 三浦辰夫 | 三浦辰夫 金田貞德 | 壽門堂                            | 萩原子、槙田一章 反町司 | 第一卷            |
| 03   |          | 孤獨一人？別鬧了！   | 宮本武史          | 杉島邦久 | 金田貞德          | 萩原子、槙田一章 反町司           | -                       | 第一卷            |
| 04   |          | 桎梏？别闹了！       | 宮本武史          | 三浦辰夫 | 金田貞德          | 萩原子、槙田一章 反町司、鷲田敏弥 | -                       | 第一卷 部分第二卷 |
| 05   |          | 政治联姻？别闹了！   | 宮本武史          | 緒方隆秀 | 緒方隆秀          | 田邊謙司                          | -                       | 第二卷            |
| 06   |          | 火速出差？别闹了！   | 宮本武史          | 奥村     | 金田貞德          | 寿門堂、Jumondou Seoul            | 萩原子、槙田一章 反町司 | 第二卷            |
| 07   |          | 禁用魔法？别闹了！   | 宮本武史 吉崎崇二 | 奥村     | 中村近世 南康宏   | 吉田翔太、杉田葉子 、永田善敏     | -                       | 第三卷            |
| 08   |          | 已死谣言？别闹了！   | 宮本武史 吉崎崇二 | 三浦辰夫 | 金田貞德          | 寿門堂                            | 萩原子、槙田一章 反町司 | 第三卷            |
| 09   |          | 讨人嫌？别闹了！     | 宮本武史          | 杉島邦久 | 金田貞德          | 萩原子、槙田一章 反町司           | -                       | 部分第三卷 第四卷 |
| 10   |          | 怪獸投訴人？別鬧了！ | 宮本武史          | 北村真咲 | 山口美浩          | 壽門堂                            | 萩原子、反町司          | 第四卷            |
| 11   |          | 左右为难？别闹了！   | 宮本武史          | 緒方隆秀 | 緒方隆秀          | 田邊謙司                          | -                       | 第四卷            |
| 12   |          | 八男？还不赖！       | 宮本武史          | 杉島邦久 | 金田貞德          | 萩原子、反町司                    | 田邊謙司                | 第四卷            |

### 播映平台
| 播映地區                 | 播映平台 | 播映日期              | 播映時間（UTC+8） | 備註  |
| ------------------------ | -------- | --------------------- | ----------------- | ----- |
| 香港、澳門、台灣、東南亞 | bilibili | 2020年4月2日－6月18日 | 星期四 20:00      | [ 6 ] |
| 中國大陸                 | 哔哩哔哩 | 2020年4月2日－6月18日 | 星期四 20:00      | [ 7 ] |

## 外部連結
- 八男って、それはないでしょう! - Web版小說（日語）
- 八男って、それはないでしょう! （页面存档备份，存于） - 紙本小說（MF Books）（日語）
- 八男って、それはないでしょう! （页面存档备份，存于） - 漫畫（最新話無料）（日語）
- 八男って、それはないでしょう！ ～はじまりの物語～ （页面存档备份，存于） - 漫畫（最新話無料）（日語）
- 電視動畫「八男？別鬧了！」公式官網 （页面存档备份，存于） -動畫網站（日語）
- 電視動畫「八男？別鬧了！」官方的X（前Twitter）（日語）